# Dorin Recean

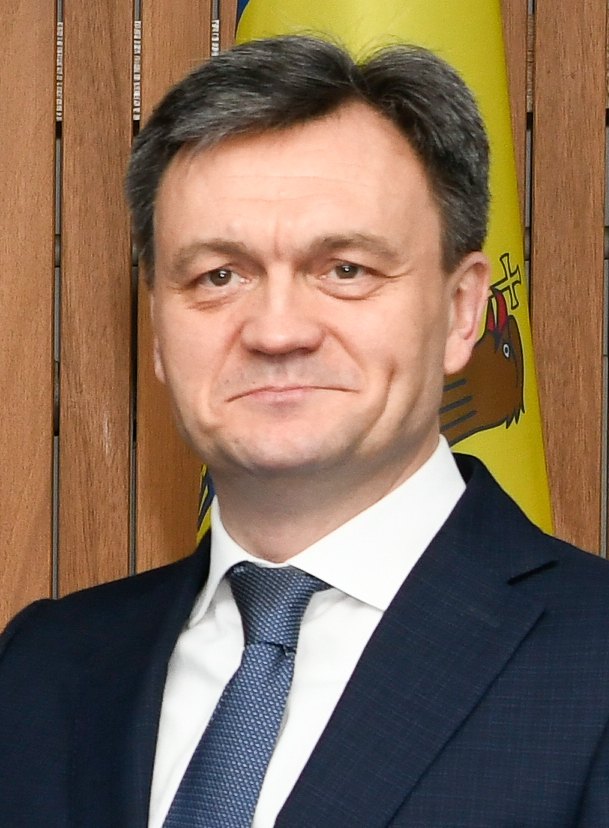
Dorin Recean, 2023

Dorin Recean (* 17. März 1974 in Dondușeni, Sowjetunion) ist ein moldauischer Politiker. Er ist seit dem 16. Februar 2023 Ministerpräsident der Republik Moldau.

## Leben und Karriere
Dorin Recean war vom 24. Juli 2012 bis 18. Februar 2015 Innenminister Moldaus. Am 7. Februar 2022 wurde er zum Berater der Staatspräsidentin Maia Sandu für nationale Sicherheit und Verteidigung sowie zum Sekretär des Obersten Sicherheitsrates ernannt.

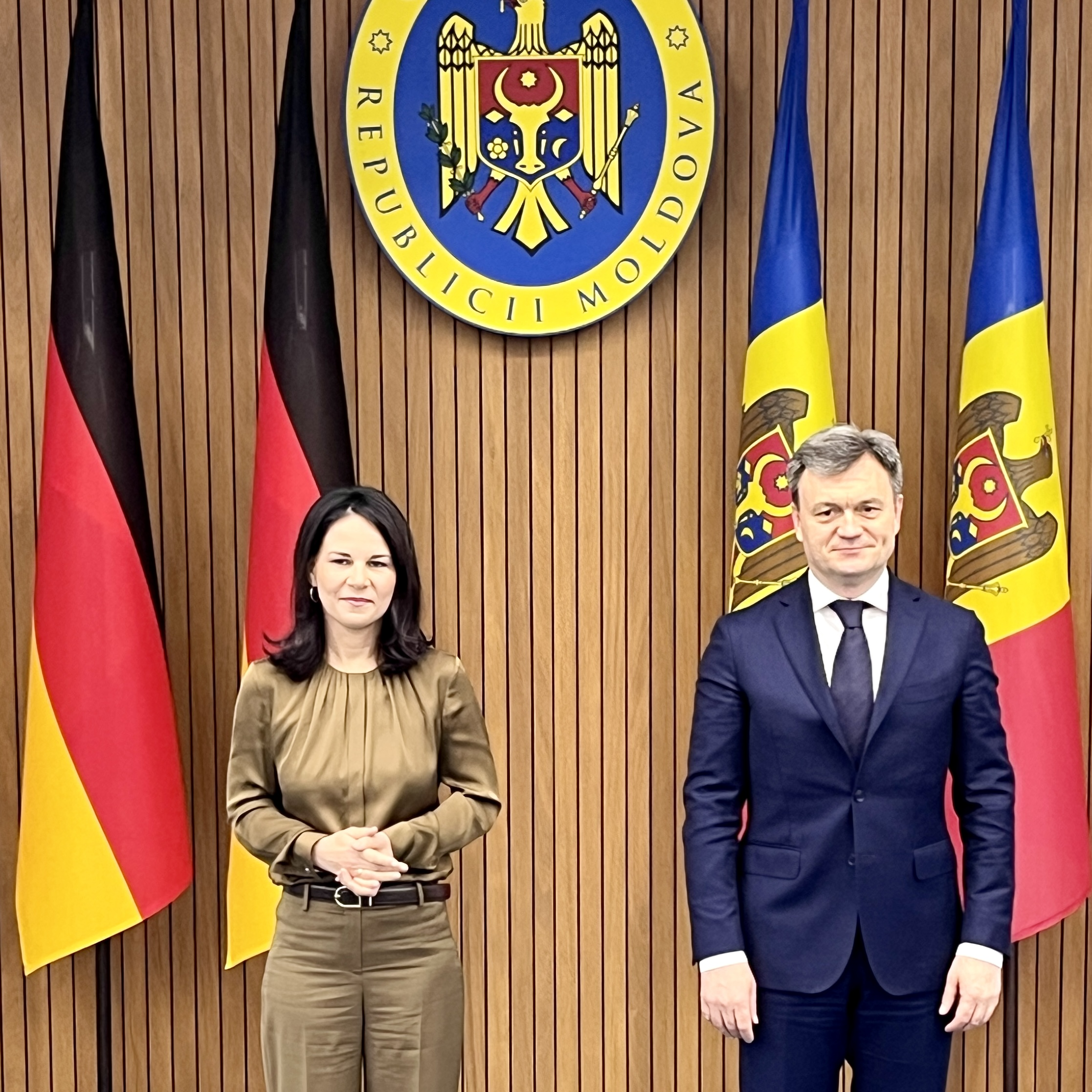
Bundesaußenministerin Annalena Baerbock und Moldaus Ministerpräsident Dorin Recean in Chișinău (April 2025)

Am 10. Februar 2023 designierte ihn Sandu zum Nachfolger der zurückgetretenen Ministerpräsidentin Natalia Gavrilița. Binnen 14 Tagen sollte der als pro-europäisch geltende Recean eine neue Regierung zusammenstellen und vom Parlament bestätigen lassen. Mit 62 von 101 Abgeordnetenstimmen wurde Recean am 16. Februar 2023 zum Ministerpräsidenten von Moldau gewählt. Er leitet das Kabinett Recean.